# Hans-Georg Vogel
Hans-Georg Vogel (* 19. Dezember 1910 in Kreuz, Ostbahn; † 3. Oktober 1994 in Meinersen) war ein deutscher Fußballtrainer und Gymnasiallehrer.
Vogel studierte in Berlin Sportphilologie mit den Nebenfächern Geschichte und Geographie. Der Schüler von Reichstrainer Otto Nerz war Kapitän der deutschen Studenten-Nationalmannschaft. Während des Zweiten Weltkrieges diente er im Heer der Wehrmacht.
Vogel war erstmals von 1949 bis 1952 Fußballtrainer von Eintracht Braunschweig in der Oberliga Nord. Danach blieb er weiterhin als Jugendtrainer im Verein tätig. Am 1. Juli 1961 übernahm Vogel zum zweiten Mal den Cheftrainerposten bei der Eintracht, nachdem der Vertrag mit seinem Vorgänger Hermann Lindemann vorzeitig aufgelöst worden war. Zusammen mit Lindemann hatten zehn Spieler den Verein verlassen, so dass Vogel zunächst eine neue Mannschaft mit jungen Spielern aus der Region Braunschweig aufbauen musste. Als Trainer trug er maßgeblich dazu bei, dass Eintracht Braunschweig sich in der Saison 1962/1963 für die neugegründete Bundesliga qualifizierte. Da der DFB einen hauptamtlichen Trainer verlangte, Vogel aber seinen Lehrerberuf beibehalten wollte, musste er sein Amt zum 30. Juni 1963 aufgeben; sein Nachfolger wurde Helmuth Johannsen. Von 1963 bis 1972 trainierte Hans Georg Vogel bei der Eintracht noch seine Eintracht-Amateure. 1970 führte er die Mannschaft in das Deutsche Fußball-Amateurendspiel. In dieser Mannschaft entwickelte sich das Talent von Eberhard Haun. 
Hauptberuflich unterrichtete Vogel Sport, Erdkunde und Gemeinschaftskunde am Braunschweiger Wilhelm-Gymnasium.